# Elig Onana
Pour les articles homonymes, voir Elig et Onana.
Elig Onana ou Song-Onana est un village de la région du Centre du Cameroun. Il est localisé dans l'arrondissement (commune) d'Okola. On y accède par la piste rurale qui lie Monatélé à Eyenmeyong et à Efok-Obala.

## Population et société
En 1965, la population de Elig Onana était de 312 habitants. Elig Onana comptait 420 habitants lors du dernier recensement de 2005. La population est constituée pour l’essentiel du peuple Eton.